# Proasellus walteri
Proasellus walteri és una espècie de crustaci isòpode pertanyent a la família dels asèl·lids.

## Hàbitat
Viu a l'aigua dolça.

## Distribució geogràfica
Es troba a Europa: França, Alemanya (com ara, Baden-Württemberg) i Suïssa.